# 國防部軍史編纂研究所
國防部軍史編纂研究所（韓語：국방부 군사편찬연구소）是負責韓國軍事史研究及編纂的專門機構，隸屬於該國國防部。

## 沿革
- 1951年1月：國防部政訓局戰史編纂會成立[1]
- 1964年8月：戰史編纂委員會成立[1]
- 1980年3月：戰史編纂委員會改編[1]
- 1992年1月：改編為戰爭紀念事業會附設「國防軍史研究所」[1]
- 1999年1月：改編為韓國國防研究所附設「國防軍史研究所」[1]
- 2000年9月：國防部直屬軍史編纂研究所成立[1]